# 陈玉书
陈玉书（1941年—），汉族，中华人民共和国政治人物、第十一届全国政协委员。
担任香港繁荣发展集团董事长兼总经理。2008年，当选第十一届全国政协委员，代表特邀香港人士，分入第五十三组。